# Kepi
En kepi (fransk képi, svensk og tysk Käppi) er en militær hovedbeklædning, tidligere oftest af læder og overtrukket med stof, mens moderne varianter ofte er af stivet stof.
Kepien er udstyret med skygge, undertiden også nakkeskærm, og har ofte et emblem. Kepien kendes dels fra den franske hær, hvor képi blanc er Fremmedlegionens kendte hovedbeklædning, men den kendes også fra den amerikanske borgerkrig, hvor begge sider benyttede den. I Sverige var kepien længe en del af artilleriets uniform.